# Schlacht von Gniewkowo
In der Schlacht von Gniewkowo kämpfte 1375 ein Heer des Herzogtums Gniewkowo unter Ladislaus dem Weiße gegen ein polnisch-pommersches Aufgebot unter Kasimir IV. von Pommern und Sędziwój Pałuka. Philipp II. von Burgund stellte Ladislaus dem Weißen burgundische Truppen zur Verfügung.

## Schlacht
Ladislaus der Weiße hatte 1364 das Herzogtum Gniewkowo an den polnischen König und seinen nahen Verwandten Kasimir den Großen verpfändet. Nach dessen Tod 1370 starben die Piasten in der Hauptlinie aus, und Ludwig der Große aus dem Haus Anjou wurde zum polnischen König gewählt. Ladislaus bewarb sich als Verwandter des verstorbenen Königs um den polnischen Königsthron. Zudem wollte er sein Herzogtum Gniewkowo wiedererlangen. Bei Gniewkowo kam es zur Schlacht, die Ladislaus der Weiße verlor. Er zog sich auf die Burg Złotoria zurück, wo es zur Belagerung von Złotoria kam.